# Sirius (band)
 For alternative betydninger, se Sirius. (Se også artikler, som begynder med Sirius)
Sirius var et dansk dansktop-band fra 1970'erne og 1980'erne. Bandet udsprang af Sir Henry & His Butlers og bestod af Ole Bredahl, Mogens Holm Andersen, Susanne Hamalainen og Susanne Winstrøm.
Bandet huskes bedst for sangen Ka' du ha' det rigtig godt fra 1977 og deltog også i Dansk Melodi Grand Prix 1988 med sangen Ene.